# Alfredfjellet
De Alfredfjellet is een berg op Bereneiland. De berg is 420 meter hoog en vernoemd naar Alfred Gabriel Nathorst (1850-1921), die als een van de eersten de berg onderzocht.